# Alstroemeria inodora
Alstroemeria inodora este o specie de plante monocotiledonate din genul Alstroemeria, familia Alstroemeriaceae, descrisă de Herb.. Conform Catalogue of Life specia Alstroemeria inodora nu are subspecii cunoscute.